# Strada statale 72 di San Marino

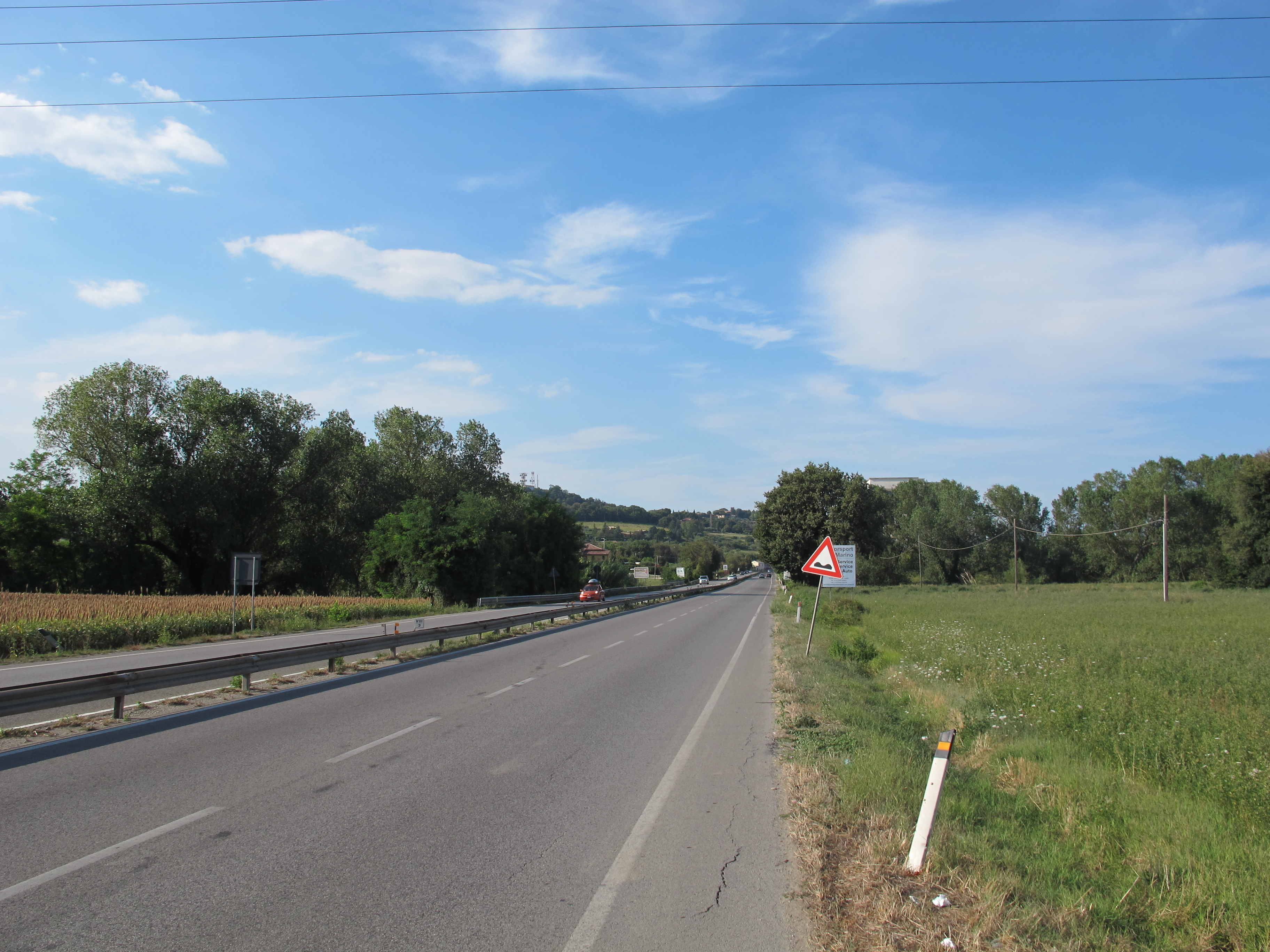
Tratto di strada nei pressi dell'ex pastificio Ghigi

La strada statale 72 di San Marino (SS 72) (anche via Consolare Rimini-San Marino) è una strada che interessa la provincia di Rimini e che mette in comunicazione il capoluogo provinciale con la Repubblica di San Marino. La strada attuale, realizzata dopo la seconda guerra mondiale, è lunga 10,7 km e presenta un tracciato tipicamente pianeggiante. È composta da due corsie per ogni senso di marcia e sostituisce la vecchia strada a carreggiata unica. La strada ha inizio nella periferia di Rimini e ha termine presso il confine di Stato di Dogana. In territorio sammarinese continua come superstrada di San Marino.

## Storia
La strada statale 72 venne istituita nel 1928 con il seguente percorso: Rimini - confine San Marino.

## Tabella percorso
| STRADA STATALE 72 di San Marino |                                                         |      |      |
| Tipo                            | Indicazione                                             | ↓km↓ | ↑km↑ |
|                                 | Adriatica Rimini                                        | 0,0  | 10,7 |
|                                 | Bologna-Taranto                                         | 0,7  | 9,9  |
|                                 | Cerasolo                                                | 6,9  | 3,8  |
|                                 | Rovereta (San Marino)                                   | 8,4  | 2,3  |
|                                 | Strada di Fondovalle (San Marino)                       | 10,6 | 0,1  |
|                                 | Confine di Stato - San Marino Superstrada di San Marino | 10,7 | 0,0  |